# アジェナ (ロケット)

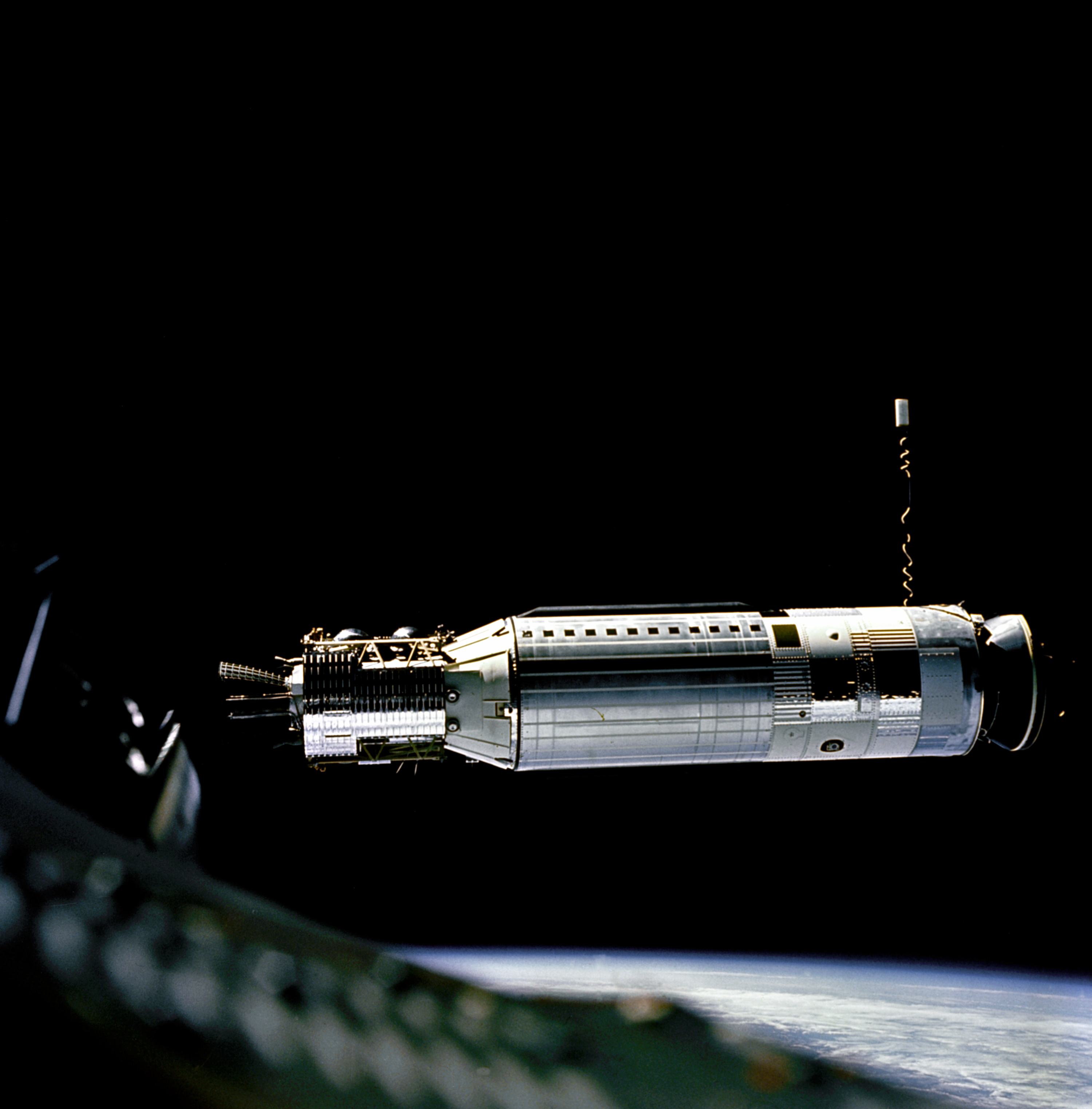
アジェナはジェミニ計画のためにアジェナ標的機として使われた。

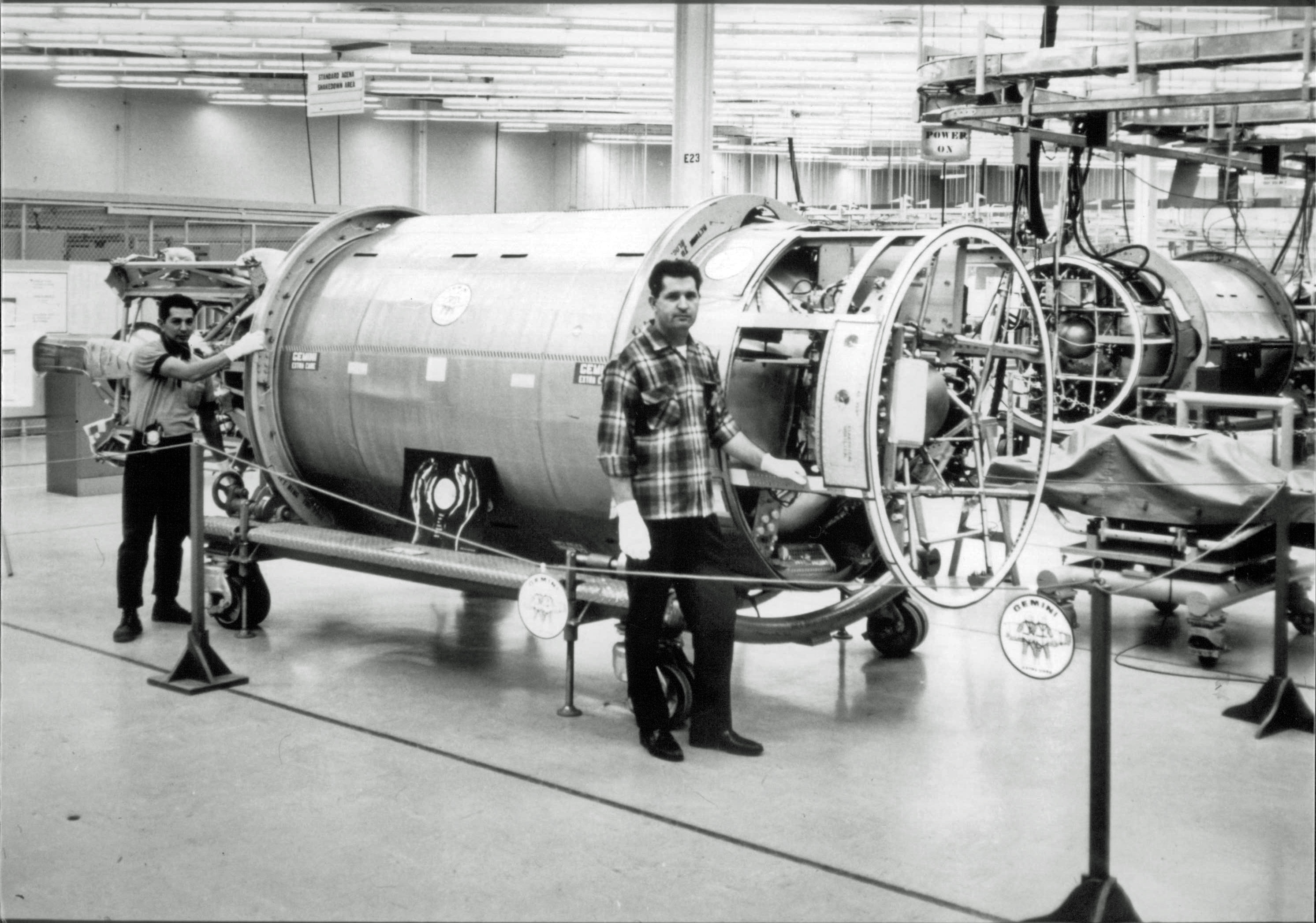
ロッキード社工場内のアジェナ宇宙機生産ライン

アジェナ（制式名: RM-81 Agena）はアメリカ合衆国のロケットである。打ち上げ用ロケットの上段として、または人工衛星に組み込まれるサポートバスとして、長期間使用されてきた。元々はロッキード社がWS-117L偵察衛星計画のために開発したものである。WS-117L計画はキャンセルされ、セイモス衛星ミサイル観測システムとコロナ高解像度光学偵察衛星、およびMIDASミサイル防衛早期警戒衛星の3つに分割された。これを受けて、アジェナはいくつかのプロジェクトのために組み込み機器（衛星の推進装置、兼電源ユニット）として使われた。そのプロジェクトの中には、コロナ計画、アジェナ標的機などがある。標的機は、ジェミニ計画のランデブー実行やドッキングの試験に大いに活用された。また、キャリア・ロケットの上段として、アジェナはアトラス、ソー、ソラド、タイタン IIIBにも利用され、スペースシャトルやアトラス Vの上段として活用する事も含めてさまざまな検討がなされた。1959年2月28日から1987年2月のアジェナD最終打ち上げまでに、総計365本のアジェナ・ロケットが打ち上げられた。いくつかの任務では、ペイロードはそのまま直接アジェナの上に組み立てられた。アジェナは電力、通信機能、三軸安定による姿勢制御機能をペイロードに供給する能力が有ったので、それを買われてのことだった。ペイロード・コンポーネントはアジェナの標準的な隔壁のすぐ上に位置していた。あるミッションにおいては、ペイロードはアジェナの内部に組み込まれず、そのかわり打ち上げ後に切り離されたものがある。これはアセント・アジェナ(Ascent Agena)として知られている。
アジェナは、複雑で更に高解像度なカメラを搭載するよう改良されたコロナ衛星のような、従前よりも重く精巧なペイロードを支援するため、原型であるアジェナA型から2回改良が施された。
アジェナの最終打ち上げは1987年2月12日、アジェナ-Dをタイタン 34Bの上段に用いた構成でのことだった。365機の全打ち上げはアメリカ航空宇宙局及びアメリカ空軍によって行われた。

## 特徴
アジェナは直径が1.5メートル(5.0 feet)あり、三軸安定していた（偵察システムカメラの役に立つようにである）。搭載していた Bell 8096エンジンは、燃料に非対称ジメチルヒドラジン(UDMH)／酸化剤に抑制赤煙硝酸(IRFNA)の組み合わせを用いて71 キロニュートン(16,000 lbs.)の推力を有していた。この組み合わせはハイパーゴリック推進剤であり、故に点火システムを必要としなかった。このロケットエンジンは頻繁に行われる無線操作で、軌道上で何回にもわたって再着火することができた。エンジンはアルミニウム製であったことは特筆に値する。スロートとノズルを冷却するための再生冷却水管はまっすぐなガンドリルであけられていた。エンジンは、コンベアB-58ハスラー爆撃機のキャンセルされたロケット推進核弾頭ポッドのために開発されたXLR81推進システムから派生したものだった。1959年まで、アジェナはDiscoverer Vehicle もしくは Bell Hustlerとしても知られていた。アポロ計画の有人月着陸船上昇段に使用されたエンジンはアジェナを忠実に模倣した。水平飛行するアジェナの姿勢制御は3つのジャイロスコープ、2つの水平線センサー、窒素-フロン混合物を噴き出すマイクロジェット、これら三種類の機器を制御する慣性誘導パッケージからもたらされた。ピッチング-ローリング制御は、2つの密封された積算ジャイロユニットで測られた。レート・ジャイロユニットは軌道上を進む速さを測ることでヨーエラーを測定した。ジャイロで測ったピッチングとローリングの誤差は水平線センサーで、後期版で追加された太陽トラッカーとスター・トラッカーでの測定も追加して修正された。これらのことは、アジェナに、改良されたコロナのカメラによって、より良い地上解像度の画像を得る為に必要な、高い照準安定性を与えることを可能にさせた。アジェナは、宇宙空間で地球を周回している間は一定の方向を向くよう設計されたので、静的な熱制御システムが搭載された。アジェナの電力の主供給源は酸化銀電池である。1960年代初頭からは、不足する電力は太陽電池で補われた。S-バンド・ビーコンが、アジェナに（画像のぶれを補償したり、姿勢を変更したり、等々の）地上命令シーケンスを受信させることを可能にした。一定の時間を経た後で実行するように、内蔵の記憶装置にストアすることすらも可能だった。

## 改良
アジェナの改良は3代にわたって続けられた。
| 派生型  | エンジン                                      | 推力  | 燃焼時間    | ロケット                        | 打ち上げ回数 |
| ------- | --------------------------------------------- | ----- | ----------- | ------------------------------- | ------------ |
| Agena-A | Bell 8048                                     | 69 kN | 120 seconds | Atlas, Thor                     | 20           |
| Agena-B | Bell 8081                                     | 71 kN | 240 seconds | Atlas, Thor                     | 76           |
| Agena-D | Bell 8096 (Bell 8247 on Agena Target Vehicle) | 71 kN | 265 seconds | Atlas, Thor, Thorad, Titan IIIB | 269          |

### アジェナ-A
アジェナA型は作られたうちで最も初期の型だった。ヴァンデンバーグ空軍基地の第75複合打ち上げ施設とポイント・アルグエロ第1複合打ち上げ施設（現在のヴァンデンバーグ空軍基地第3複合打ち上げ施設）から、大抵は衛星を極軌道（太陽同期軌道）に投入するために、ソーやアトラスロケットの上段として打ち上げられたものだった。ケープカナベラル空軍基地第14複合打ち上げ施設から、アトラス・アジェナの打ち上げが2回あった。アジェナA型はBell 8048 (XLR81)エンジンで推力を得ていた。このエンジンは2分間に69キロ・ニュートンの推力を発揮した。A型は1959年から1961年にかけて打ち上げられた。

### アジェナ-B
アジェナB型は製造されたうち、2代目のものだった。軌道上で再始動が出来て、71キロ・ニュートンの推力が得られるBell 8081エンジンを装備していた。機体は、エンジンがトータルで4分間燃焼するのに十分な推進剤を積んでいた。アジェナはSAMOS-E型、SAMOS-F型（別名: ELINT Ferret）、MIDAS早期警戒衛星、レインジャー月探査機、ルナ・オービター月探査機といった科学衛星を打ち上げた。

### アジェナ-D
アジェナD型はロッキード社工学担当執行役員ローレンス・エドワーズのした提案の結果であった。エドワーズは基本的なアジェナの構成を標準化することを提案し、ペイロードの要件次第で付加的な要目を追加するように持ちかけた。また、彼は、アメリカ国防総省からの「タイタンロケットと運用上で互換性が有るようにせよ」との要望があることも暗に漏らしたのである。デイヴィッド・スパイアズ(David N. Spires)は標準化をこのように要約する。
The Agena D's common configuration included four usable modules containing the major guidance, beacon, power, and telemetry equipment, a standard payload console, and a rear rack above the engine for plug-in installation of optional gear-like solar panels, "piggyback" subsatellites, and an optional Bell Aerosystems engine that could be restarted in space as many as sixteen times.
「アジェナD型の一般的な構成は4つの便利なモジュールを含んでいた。4つとは、誘導、ビーコン、電力、そしてテレメトリ機器、標準的なペイロード操作卓、随意に使える装備のように利用できる太陽電池を差し込んで搭載するためのエンジンの上にあるリア・ラック、"相乗りの"小型衛星たたち、宇宙空間で60回も再着火できるオプション装備のベル・エアロシステム製エンジン、こんなところだろうか。」
アジェナD型は直径1.5メートル(60 inch)で、長さ6.3メートル(248 inch)あった。内蔵電池からは19,500ワット時の電力を供給した。2012年現在、アジェナD型はアメリカ製上段ロケットの中で一番多く打ち上げられたものである。アジェナのために用意された特別な生産ラインは毎年40機ものアジェナDを出荷するために準備された。 ローレンス・エドワーズは空軍がアジェナDはその設計が実用に耐えられるまでに枯れた状態にあると宣言するまでの数年間、エンジニアリングに責任のある立場にとどまった。アジェナDの退役までに、その信頼性は95パーセント以上に達した。アジェナDはKH-7・ガンビット偵察衛星、マリナー計画では3機の金星探査機（1号、2号、5号）、2機の火星探査機（同3号、同4号）を打ち上げるのに使われた。

### その他の派生型
1970年代初頭、ロッキード社はスペースシャトルのペイロード・ベイ内にてアジェナを使えるかどうかに関して研究を行った。カーゴベイの内径に合わせて太くしたアジェナC型が提案されたが、ついに造られることは無かった。アジェナ2000型が近代化されたアジェナとして設計され、発展型使い捨てロケットアトラス V Light・コンフィギュエーションの上段として使われることが予想された。アトラスVライトはミディアムコンフィギュエーションの標準化をするために、白紙撤回された。結果、アジェナ2000は二度と作られることは無かった。

## アジェナ標的機
アジェナ標的機はアジェナDを元にして作られた。ジェミニ計画のもとで進められたミッションのため、ランデブー・ドッキング標的として使われるミッション支援機器類を取り付けられたものである。ベル・エアロスペース社の8247型エンジンを取り付けられた。このエンジンは15回の再着火を保障されたものであった。後のミッションでは、宇宙船をもっと高い高度の軌道にブーストするため、または元の低い高度の軌道に戻すために、ジェミニ宇宙船がドッキングした状態でエンジンを噴射するという使い方もなされた。ジェミニ11号のミッションでは、遠地点1,375キロメートル(854 mi)の楕円軌道に投入した。これは有人宇宙飛行における最高高度に到達した記録である。後にこれは最初の有人月飛行ミッションであるアポロ8号の打ち上げによって破られた。

### アジェナが上段として使用された打ち上げシステム
- ソー・アジェナ
- ソラド・アジェナ
- アトラス・アジェナ
- タイタンIIIB（英語版）

### 関連リスト
- アメリカ軍機の一覧
- ミサイル一覧
- ロケット一覧